# Twin Shadow
 (janvier 2012).
Si vous disposez d'ouvrages ou d'articles de référence ou si vous connaissez des sites web de qualité traitant du thème abordé ici, merci de compléter l'article en donnant les références utiles à sa vérifiabilité et en les liant à la section « Notes et références ».
Twin Shadow est le nom de scène de George Lewis Jr., musicien américain.
Né en République dominicaine, George grandit en Floride. En 2000, il déménage à Boston où il lance le groupe Mad Man Films aux côtés de Joseph Ciampini (batterie) et Zak Longo (basse) avec qui il sort deux enregistrements. En 2006, Lewis déménage à Brooklyn et adopte le pseudonyme de Twin Shadow. En 2010, il sort son premier album, Forget, produit par Chris Taylor du groupe Grizzly Bear, aux sonorités rappelant la new wave des années 1980.

## Discographie

### Albums studio
- 2010 - Forget
- 2012 - Confess
- 2015 - Eclipse
- 2018 - Caer
- 2021 - Twin Shadow